# 1951

## أحداث
- تأسيس مدينة أور عقيفا.
- تأسيس مدينة سديروت.
- تأسيس مدينة كريات ملاخي.
- تأسيس مدينة يارفنبا وتقع حاليا في فنلندا.
- صدر أول كتاب لمحمد حسنين هيكل : إيران فوق بركان، بعد رحلة إلى إيران استغرقت شهر.

### مارس
- 20 مارس - الحكومة الإيرانية برئاسة الدكتور محمد مصدق تعلن تأميم النفط

### سبتمبر
- 6 سبتمبر - تولي الملك طلال بن عبد الله مقاليد الحكم في الأردن.
- 8 سبتمبر - توقيع معاهدة السلام في سان فرانسيسكو آذنا بإنهاء احتلال اليابان.

### ديسمبر
- 24 ديسمبر - استقلال ليبيا من إيطاليا.

## مواليد
- محمد العرابي، وزير خارجية مصري.
- أحمد البغدادي
- أحمد قديروف
- أحمد عبد القادر الترمانيني
- أرنو تاوش
- أرنولد موهرن
- أصلان مسخادوف
- أنجليكا هيوستن
- أولدريتش روت
- أيمن الظواهري
- أنشو إيشيزكا
- إبراهيم القاسم
- إلياس زرهوني
- محمد بن مطر الزهراني
- إيفانو بوردون
- إيكويا ساواكي
- ابتسام لطفي
- الهادي قلة
- ايان سومرفيل
- باري مارشال
- باسم السبع
- براين جرازير
- برزان إبراهيم التكريتي
- بسمة بنت طلال
- بليز كومباوري
- بوراوي سعيدانة
- بوراوي عجينة
- بول برايتنر
- بيرتي أهرن
- تاكيس نيكولوديس
- ترايان باسيسكو
- تشارلز س. دوتون
- تيري مكديرموت
- جمال فزاز
- جميلة الماجري
- جو بانتوليانو
- جوردون براون
- جون أبي زيد
- جون جراي
- جون مكتيرنان
- جوني ريب
- جوي جوردان
- جيلبرت فان بينست
- جيم دوغلاس
- جيمس نيوتن هاوارد
- جيوفري راش
- حسان شمسي باشا
- حسين الإمام
- حسين الراضي
- حكمت وهبي
- حلمي سالم
- خليل مشهدية
- دانييل روز
- دراغان بانتيليتش
- دوشان كوكيتي
- دوشان هيردا
- دومينيك دروبسي
- ديفيد جونسون
- رامون كالديرون
- راي كينيدي
- راينر ماريا شرودر
- رفعت سلام
- رفيق أبو ضلفة
- رمال رمال
- روجر ميرسون
- رياض أحمد
- ريناتو زاكاريلي
- ريني فان دي كركوف
- زلماي خليل زاد
- سالم عبد العزيز الصباح
- ستيفن سيغال
- ستينغ
- ستيوارت ووكر
- سعيد العتبة
- سلطان بن فهد بن عبد العزيز آل سعود
- سلوى صباح الأحمد الجابر الصباح
- سليم بركات
- سيلفا كير
- صالح النقيدان
- صالح عبد الله
- صلاح الحمداني
- ضاحي خلفان تميم
- طاهر القادري
- طوني إيزابيلا
- عبد الجواد حنفية
- عمر الراجحي
- عادل السعدون
- عبد الرحيم ياسر
- عبد الله بن حامد بن علي الحامد
- عبد المنعم أبو الفتوح
- علي السبع
- علي بولاج
- عمر عبد الكافي
- عمر فاروق تكبيلاك
- عمر يارادوا
- غسان سلامة
- غوستافو سانتوللا
- غوغوش
- غيديميناس كيركيلاس
- فاتمير سيديو
- فتحي الشقاقي
- فرانسوا براكي
- فرانشيسكو دي غريغوري
- فرانك ويلكزك
- فرناندو لوغو
- فرنسوا بايرو
- فيتور نورت
- فيردي ثابت سوير
- فيل نيل
- كاثرين بيغلو
- كارل ويمان
- كارين ألين
- كرت راسل
- كريس كوبر
- كريم الوائلي
- كلاوديو رانييري
- كورت روثلسبيرغر
- كوستيكا ستيفانيسكو
- كيفن كيغان
- كيني دالغليش
- لو فيريغنو
- لوك ميلكامبس
- لويس فان غال
- ليزلي موترام
- مؤنس الرزاز
- مؤيد نعمة
- مايك غالاكوس
- مايكل أوكرلوند ليفيت
- مايكل كيتون
- محمد أبو العينين
- محمد الأمين ساسي
- محمد السعدي
- محمد الصقر
- محمد علي بشر
- محمد فارس
- محمد مرسي ، رئيس مصر سابقاً
- محمود الزهار
- مرزوق الحبيني
- مصطفى سعد
- ممدوح وافي
- موسى أبو مرزوق
- ميروسلاف غايدوسيك
- ميشال باشيلي
- ميغويلي
- ميودراغ زيفالييفيتش
- ناصر سبحاني
- نانا بيتكار
- نجلاء فتحي
- نور الحسين
- نوربرت شوير
- هالدور أسغريمسون
- هانز بونغارتز
- هورست هروبريتش
- هيثم مناع
- والتر مويس
- وجدي غنيم
- ويلي فان دي كركوف
- يان فيشر
- يوسف عزيزي
- يوسف فوزي
- يوهان نيسكينز
- جزاء الحربي

### فبراير
- 5 فبراير - ريوسيه ناكاو، ممثل أداء صوتي ياباني.

### أبريل
- 27 أبريل - رأفت عدس، فنان تشكيلي عالمي.

### مايو
- 16 مايو - إيمانويل تود، مؤلف فرنسي.

### يونيو
- 16 يونيو - دان سوليفان، سياسي أمريكي.

### نوفمبر
- 6 نوفمبر - باتريك تايلر، صحفي أمريكي.

## وفيات
- أوتو مايرهوف
- إغناطيوس كراتشكوفسكي
- إيفانو بونومي
- باولا فون بريرادوفيتش
- بيدرو ساليناس
- تشارلز جيتس دويز
- توماس ماثيو بيري
- جايمس غيبسون
- حبيب جرجس
- راغب النشاشيبي
- رياض الصلح
- ريني غوينون
- رينيه جينو
- سميرة موسى
- سنكلير لويس
- صادق هدايت
- عبد الحميد الجابري
- عبد الله الأول بن الحسين
- عثمان باتور
- عطا الأيوبي
- فارديناند بورشيه
- فهد العسكر
- كارل غوستاف إميل مانرهايم
- كيجيورو شيديهارا
- لودفيج فيتجنشتاين
- محمود لبيب
- منصور بن عبد العزيز آل سعود
- نبوية موسى
- نيكولاوس فيلتر
- وارنر باكستر

### فبراير
- 19 فبراير -  أندريه جيد، كاتب فرنسي حائز على جائزة نوبل في الأدب.

### أبريل
- 29 أبريل - عثمان باتور، مسلم صيني من أصل كازاخستاني قاتل لأجل حرية الكازاخ.

### مايو
- 2 مايو -  منصور بن عبد العزيز آل سعود، وزير الدفاع والطيران في السعودية.

### يوليو
- 23 يوليو -  فيليب بيتان، الرئيس السابق للدولة الفرنسية.
- 24 يوليو -  ألبرت كومبس بارنز، كيميائي أمريكي.

## نال جائزة نوبل
- في الفيزياء – مناصفة بين البريطاني جون كوكروفت والإيرلندي إيرنست والتون.
- في الكيمياء – مناصفة بين الأمريكيان غلين سيبورغ وإدوين ماكميلان.
- في الطب – جنوب أفريقي ماكس تيلر.
- في الأدب – السويدي بار لاغركفيست.
- في السلام – الفرنسي ليون جوو.